# Lluís Maria Panyella
Lluís Maria Panyella (Pineda de Mar) és un animador infantil en actiu des del 1972. És un dels membres del col·lectiu Els cinc dits d'una mà, format al final dels setanta del segle xx, juntament amb Xesco Boix, Toni Giménez, Àngel Daban i Noè Rivas. Ha publicat algunes MC, però cap disc, i -juntament amb Maria Josep Hernández- és autor del llibre Xesco Boix. Un amic, un mestre (1995).